# 게이한오쓰쿄역
게이한오쓰쿄역(일본어: 京阪大津京駅)은 일본 시가현 오쓰시에 위치한 게이한 전기 철도 이시야마사카모토 선의 철도역이다. 역 번호는 OT 15이며, 상대식 승강장 2면 2선의 구조를 갖춘 지상역이다.

## 타는 곳
| (역사 측) | ■ 이시야마사카모토 선 | 상행 | 하마오쓰 · 이시야마데라 방면 교토 시내 (산조케이한 · 교토시야쿠쇼마에 · 우즈마사텐진가와 : 하마오쓰 환승) 게이한 선 (데마치야나기 · 요도야바시 · 나카노시마 : 하마오쓰 · 산조케이한 환승) 방면 |
| (반대 측) | ■ 이시야마사카모토 선 | 하행 | 사카모토 · 히에이잔 방면 |

## 역 주변
- 오지가오카 공원
- 오지야마 종합 운동 공원
- 비와코 경정장

## 인접 역
| 게이한 전기철도 ■ 이시야마사카모토 선 | 게이한 전기철도 ■ 이시야마사카모토 선 | 게이한 전기철도 ■ 이시야마사카모토 선 |
| ------------------------------------- | ------------------------------------- | ------------------------------------- |
| OT 14 벳쇼 이시야마데라 방면          | ■ 이시야마사카모토 선                 | 오미진구마에 OT 16 사카모토 방면      |